# SsangYong Musso
Pour les articles homonymes, voir Musso.
Le SsangYong Musso est un véhicule tout-terrain composé d'un axe de transmision fabriqué par le constructeur coréen SsangYong entre 1993 et 2005. Il est disponible uniquement en 5 portes, mais dispose néanmoins d'une déclinaison pick-up appelé Musso Sports.

## 1regénération (1993-2005)
Le Musso Sports est une déclinaison pick-up du Musso lancée de 1993 à 2005. Il peut être équipé d'un hardtop.

## 2egénération (2018-)
Une seconde génération de Musso Sports est présentée au salon international de l'automobile de Genève 2018 et commercialisée au second semestre de la même année. Elle remplace l'Actyon Sports et elle est basée sur le Ssangyong Rexton II.

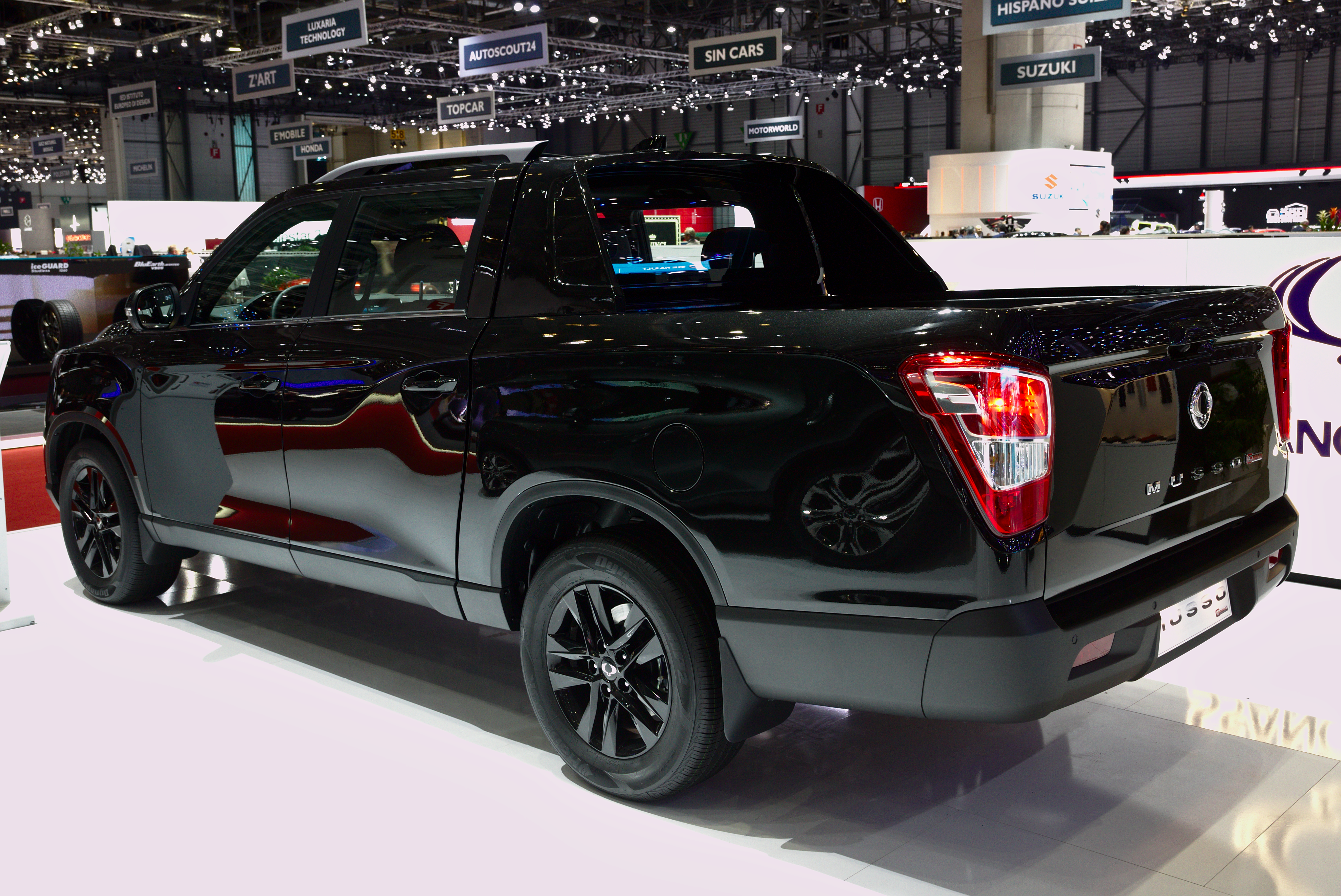
Ssangyong Musso Grand

En 2019, au salon international de l'automobile de Genève 2019 est présenté la version Musso Grand.